# El Bonifet
El Bonifet, o el Benifet, que sembla el nom original, és una masia del terme municipal de Castellcir, al Moianès.
Està situada a prop del límit nord del terme, a tocar del termenal amb Moià. És al nord de Santa Coloma Sasserra, a la dreta del torrent del Soler i a l'esquerra del torrent de l'Espina, en el contrafort sud-oriental de la Serra de Santa Coloma. És a 330 metres en línia recta al nord-est de l'església de Santa Coloma Sasserra, de la Rectoria i del Giol, al costat nord-est del Pla del Forn.
S'hi accedeix des de Santa Coloma Sasserra pel Camí de Collsuspina a Santa Coloma Sasserra, que passa a menys de 100 metres a ponent de la masia, tot i que l'accés és al sud-oest de la casa. Dista uns 300 metres de Santa Coloma Sasserra, a través del Camí del Bonifet.